# Tunceli (provincie)
Tunceli (Zazaki: Dêrsim) is een provincie in Oost-Turkije. De hoofdstad is de stad Tunceli. De provincie heeft een oppervlakte van 7.774 km². Bij de volkstelling van 2020 telde Tunceli 83.443 inwoners, terwijl dat er in 2000 93.548 waren. Het gebied is vooral bekend om het natuurlandschap langs de rivier de Munzur en het Munzur-gebergte. In Tunceli bevindt zich een van de eerste nationale parken van Turkije, het Nationaal park Munzurvallei. Dit dicht beboste en bergachtige gebied is moeilijk toegankelijk.

## Etymologie
De naam Tunceli betekent letterlijk in het Turks: bronzen hand (Tunç = brons, el = hand). De Zazaïsche naam van de provincie is Dersim, wat zilveren deur betekent.

## Geschiedenis
In 1936 werd de Zazaïsche naam Dersim officieel vervangen door de huidige Turkse naam. In 1947 werd ook de naam van de hoofdstad Kalan in Tunceli veranderd. Tussen 1937 en 1938 werd de Opstand van Dersim van lokale Zazaïsche leiders door het Turkse leger neergeslagen. Tijdens deze opstand, onder leiding van Seyit Riza, werden tienduizenden opstandelingen vermoord door de Turkse troepen. Ook tijdens de Armeense Genocide werden er in Dersim duizenden opstandelingen vermoord.
Sinds eind jaren 70 van de 20e eeuw hebben (Turkse) linkse en Koerdische vrijheidsbewegingen een guerrillaoorlog gevoerd in de beboste, ontoegankelijke bergen van Dersim. De Koerdische PKK en sommige linkse bewegingen zijn hier nog altijd actief. Deze ontwikkelingen hebben drastische gevolgen voor de regio en de bevolking gehad. De leefomstandigheden zijn nog altijd zwaar.

## Bevolking
Het oosten van Turkije kent een opstandige geschiedenis. De bekendste opstanden zijn die van Şêx Saîd Pîran in 1925 in Diyarbakir en het verzet van Dersim (het huidige Tunceli) onder leiding van Seyid Riza in de periode van 1937-1938, die op zeer bloedige wijze is neergeslagen. Rond de 80.000 burgers zijn hierbij door de Turkse staat, op systematisch wijze, gedood en rond de 12.000 burgers zijn vanuit Dersim naar het westen van Turkije gedeporteerd. Dat verklaart waarom veel mensen uit Tunceli in diaspora leven.
Behalve de onderdrukking en de ontruiming van de dorpen door de Turkse staat, draagt ook de economisch troosteloze situatie bij aan de huidige emigratie van veel mensen naar West-Turkije of Europa. Het inkomen per hoofd van de bevolking bedroeg in 1997 39% van het Turkse gemiddelde
| De bevolkingsontwikkeling van (de districten van) Tunceli tussen 1965 en 2020 |                  |                  |                  |                  |                  |                  |                  |                  |               |
| District                                                                      | Bevolking (1965) | Bevolking (1975) | Bevolking (1985) | Bevolking (1990) | Bevolking (2000) | Bevolking (2010) | Bevolking (2020) | Aantal gemeenten | Aantal dorpen |
| Çemişgezek                                                                    | 16.188           | 14.443           | 13.746           | 12.559           | 9.773            | 7.700            | 7.602            | 1                | 34            |
| Hozat                                                                         | 16.698           | 18.700           | 13.090           | 11.643           | 9.143            | 6.645            | 5.761            | 1                | 28            |
| Mazgirt                                                                       | 28.238           | 29.047           | 25.108           | 21.041           | 12.957           | 8.391            | 7.560            | 2                | 68            |
| Tunceli                                                                       | 20.561           | 29.091           | 35.955           | 37.655           | 30.323           | 30.702           | 38.429           | 1                | 53            |
| Nazımiye                                                                      | 12.447           | 12.515           | 9.766            | 7.392            | 5.604            | 3.233            | 3.142            | 1                | 25            |
| Ovacık                                                                        | 16.048           | 18.282           | 18.454           | 15.316           | 8.522            | 5.745            | 6.533            | 1                | 62            |
| Pertek                                                                        | 22.993           | 22.550           | 21.449           | 18.833           | 13.199           | 11.158           | 11.065           | 1                | 45            |
| Pülümür                                                                       | 21.002           | 19.963           | 14.338           | 8.704            | 4.063            | 3.125            | 3.351            | 1                | 49            |
| Tunceli                                                                       | 154.175          | 164.591          | 151.906          | 133.143          | 93.584           | 76.699           | 83.443           | 9                | 364           |

### Taal
Tunceli is de enige Turkse provincie waar een meerderheid van de bevolking aleviet is. De bevolking bestaat in ruime meerderheid uit Zaza`s, die hoofdzakelijk Zazaki (ook Dimilki genoemd) spreken. Daarnaast bestaan er Turken die ook zazaki praten. Sommigen van hen geven aan dat ze echter zaza zijn maar weten dat ze Turks zijn. Daarnaast zijn er ook kleine minderheden zoals Koerden en Armenen. Veel Zazaïsche jongeren spreken hun eigen taal niet en de volwassenen slagen er nauwelijks in om hun taal over te dragen aan hun kinderen. Desondanks is er ook een ontwikkeling en bewustwording van de eigen cultuur en identiteit te zien onder de jonge generaties. Dit is onder meer te danken aan de invloedrijke rol van de nieuwe mediabronnen, druk vanuit de EU en de toenemende invloed van de Koerdische Partij, de Democratische Regio Partij (DBP).

## Klimaat
Tunceli kent een landklimaat met zeer droge en warme zomers, terwijl de winters koud zijn en er veel sneeuw valt. Tijdens het voor- en najaar valt er ook veel neerslag. In de noordelijke districten (Ovacik en Pülümür) verlopen de zomers koeler en zijn de winters strenger. In Ovacik duurt het skiseizoen 5 maanden. De gemiddelde hoeveelheid neerslag per jaar in de provincie Tunceli varieert tussen de 550 en 1080 mm.

## Heilige plaatsen
- Munzur
- Düzgün Baba
- Jele

## Religie
Aanvankelijk was de lokale (deels nomadische) Koerdische of Zaza-bevolking aanhanger van het Zoroastrisme, een Iraanse godsdienst, die door Zarathustra werd gesticht. Het is niet duidelijk wanneer hij geleefd heeft; schattingen variëren van de 14e eeuw v.Chr. (gehanteerd door Iraanse nationalisten) tot rond 600 v.Chr. (gehanteerd door de Britannica). Vanaf de eerste eeuw tot en met de 9e eeuw na Christus werd het gebied gedomineerd door het Oost-Romeinse Rijk (Byzantijnse Rijk) en was de bevolking rijkgeschakeerd door etnische Grieken en Armeniërs, die het christendom aanhingen en steden en dorpen beheersten in het gebied.
Na de 9e-10e eeuw verspreidde de soefistische islam zich in dit gebied, terwijl het Zaza-aandeel in de bevolking toenam en veel Grieken en Armeniërs door de oorlogen het gebied verlieten. Eind 15e eeuw ontstond hier een nieuwe stroming, genoemd Kızılbaş / Qızılbaş (Azerbeidzjaans voor “rood hoofd”). De naam "rood hoofd" is afgeleid van hun aparte hoofdbedekking met twaalf punten erop (die twaalf imams aanduiden), uitgedrukt in het Perzisch als Tāj-e Heydar oftewel “Haydars Kroon”. Het verwijst naar de grondlegger van soefisme, Sheikh Haydar Ṣafawi.
Aangezien het alevitisme, bektashisme en het kızılbaş cultureel en filosofisch sterk met elkaar verbonden zijn, zijn er ook mensen die zich met die termen identificeren. Hoewel de basisdoctrines van de bovengenoemde geloofsovertuigingen sterk overeenkomen, zitten er verschillen zowel in interpretatie als in de dagelijkse praktijk ervan. Raa Haq (= de weg van God/Waarheid) is de term die de laatste jaren steeds vaker gebruikt wordt om deze verschillen aan te duiden.
Er zijn kleine minderheden van christelijke Armeniërs en soennitische Turken in Tunceli. Voor de Armeense Genocide was een groot deel van de bevolking Armeens en christelijk.

## Bestuurlijke indeling

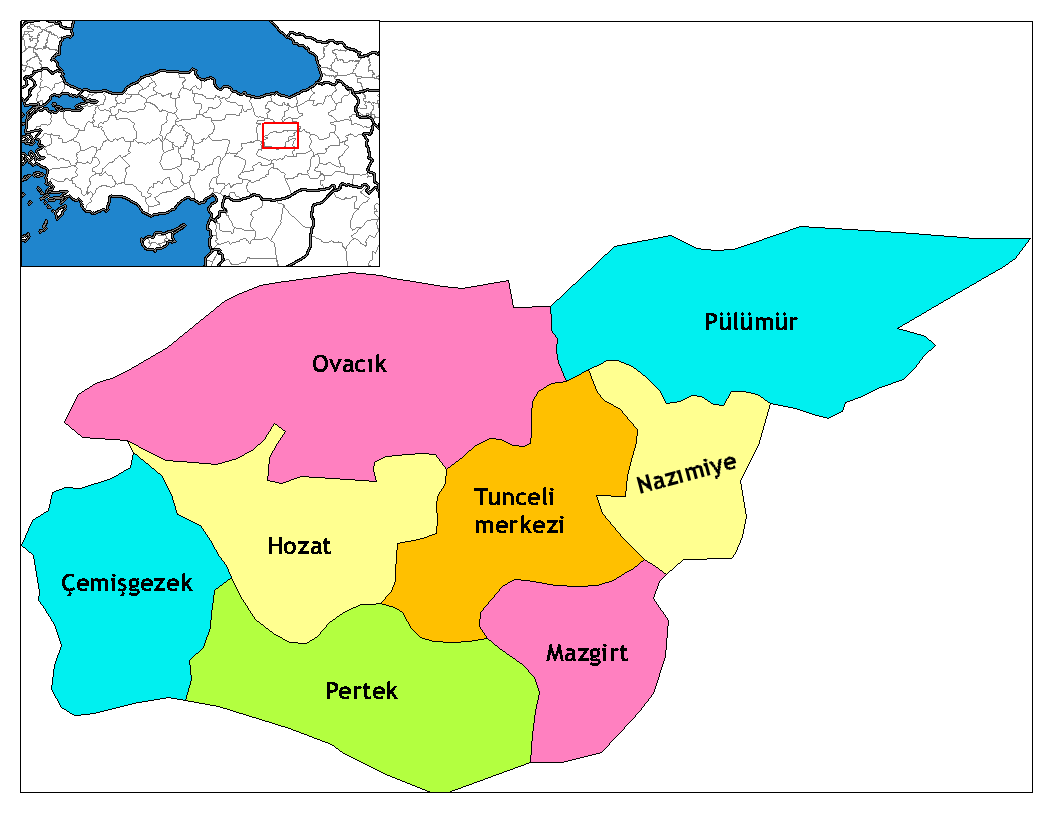
Districten van Tunceli

### Districten
De provincie bestaat uit de volgende acht districten:
| - Çemişgezek - Hozat - Mazgirt - Nazimiye | - Ovacık - Pertek - Pülümür - Tunceli |